# Don Bosco Gymnasium Unterwaltersdorf
Das Don Bosco Gymnasium Unterwaltersdorf ist ein Realgymnasium und Aufbaurealgymnasium der Salesianer Don Boscos im Stadtteil Unterwaltersdorf in der Stadt Ebreichsdorf in Niederösterreich.

## Geschichte
Die Salesianer Don Boscos mit den Hauptniederlassungen in Italien und in Oświęcim (Auschwitz) in Polen hatten bereits von 1908 bis 1910 in Wien-Landstraße das Knabenheim Salesianum als ihr erstes im deutschsprachigen Raum erbaut. Mit dem Salesianischen Mitarbeiter Don Boscos Franz Eggenberger, welcher eine Tochter des Bürgermeisters von Unterwaltersdorf geheiratet hatte, entstand die Initiative für ein Spätberufenengymnasium für den Orden in Unterwaltersdorf. Die Gemeinde Unterwaltersdorf bot dafür zu einem günstigen Preis ein 16 ha großes Grundstück an. Pater August Hlond, Oberer im Salesianum in Wien, später Bischof und Primas von Polen, erhielt am 8. Jänner 1914 von Kardinal Friedrich Gustav Piffl die Zustimmung für das Bauvorhaben. Mit Prälat Ferdinand Wimmer erfolgte am 26. April 1914 die Grundsteinlegung. Das Ordenshaus mit einem Gymnasium wurde 1914 als Missionshaus Maria Hilf eröffnet. Bedingt durch den Ersten Weltkrieg waren die ersten Nutzer polnische Studenten und Patres, welche aus dem Kriegsgebiet flüchten mussten. Der Unterricht wurde mit Herbst 1915 mit einem Privatgymnasium begonnen. Das Gymnasium hatte kein Öffentlichkeitsrecht, weshalb die Schüler ihre Matura extern in Wien oder Baden ablegten. Im Juni 1931 bezogen die Don-Bosco-Schwestern in Unterwaltersdorf ein Schwesternhaus. Beim Anschluss Österreichs an Hitler-Deutschland wurde die Schule zum 5. Oktober 1938 aufgelassen. Bis 1938 waren 892 Schüler in die Schule eingetreten, 170 Absolventen hatten den geistlichen Beruf ergriffen, 132 davon wurden Salesianer.
Nach dem Zweiten Weltkrieg wurde die Schule als Aufbaugymnasium im Herbst 1945 wieder begonnen und erhielt am 2. Februar 1949 das Öffentlichkeitsrecht und 1953 wurde die erste Matura durchgeführt. 1957 wurde das Realgymnasium ab dem 10. Lebensjahr begonnen und mit 1988 konnten auch Mädchen die Schule besuchen.

## Bildungsformen
Das Gymnasium wird in der Unterstufe als Realgymnasium und in der Oberstufe als Aufbaurealgymnasium geführt. In der Oberstufe handelt es sich dabei um eine spezielle Form des Gymnasiums, die es auch Einsteigern aus anderen Schultypen ermöglicht, die Oberstufe zu besuchen, da – außer in Englisch – alle Fremdsprachen neu beginnen und somit keine weiteren Voraussetzungen notwendig sind.
Die Schulgemeinschaft von etwa 700 Schülerinnen und Schülern in 27 Klassen mit 64 Professorinnen und Professoren, Erzieherinnen sowie sechs Salesianern, die auch im Haus wohnen, beinhaltet einen aktiven Elternverein und einen Absolventenverein.
Das Gymnasium bietet auch eine Nachmittagsbetreuung im Rahmen des Halbinternats (Tagesheimes) an. Kindern und Jugendlichen wird die Möglichkeit geboten, die Zeit von Montag bis Freitag in der Zeit von 13:05 bis 16:25 Uhr unter pädagogischer Betreuung zu verbringen.
Das Halbinternat beginnt mit dem Mittagessen. Anschließend ist Freizeit. Dabei werden die jungen Menschen zu einer sinnvollen Freizeitgestaltung angeleitet und damit auch zum Erwerb sozialer Kompetenzen im Umgang mit Gleichaltrigen und Schülern anderer Klassen wie auch mit Erwachsenen. Das Café Piccolo, das Freizeitzentrum, die Freianlagen und die Turnhallen bieten die Gelegenheit zu Begegnung und Spiel. Verbunden mit der aktiven Präsenz der Erzieherinnen und Erzieher („Assistenz“) schaffen diese räumlichen Voraussetzungen ein familiäres Klima und damit die Beheimatung junger Menschen, was Anliegen der Pädagogik Don Boscos ist.
Das Gymnasium zeichnet sich durch ein sehr vielfältiges Angebot an Unverbindlichen Übungen und Freigegenständen aus. Dieses Angebot reicht von zahlreichen sportlichen Übungen wie Badminton, Tischtennis, Volleyball oder Fußball, über Mathematikolympiade, Unternehmerführerschein und Computerführerschein.

## Leitung
Nach dem Zweiten Weltkrieg wurden die Ämter des Schul- und Hausdirektors immer mehr getrennt.
Schulleitung:
- 1945–1954 P. Karl Maly
- 1954–1960 P. Alois Schinnerl
- 1960–1967 P. Karl Maly
- 1967–1995 P. Alfons Miggisch
- 1995–2015 P. Bernhard Maier SDB (auch Schüler dieser Schule)[6]
- seit 2015 Beatrix Dillmann[1]

Hausleitung:
- 1914–1919 P. Georg Ring
- 1919–1920 P. Johannes Lechermann
- 1920–1926 P. Josef Schütte
- 1926–1929 P. Hermann Holzing
- 1929–1934 P. Georg Nitsch
- 1934–1945 P. Nikolaus Strässer
- 1945–1951 P. Karl Maly
- 1951–1956 P. Alois Fasching
- 1956–1959 P. Michael Staudigl
- 1959–1965 P. Johann Mandl
- 1965–1966 P. Alois Gschoßmann
- 1966–1972 P. Johann Laiminger
- 1972–1978 P. Anton Birklbauer
- 1978–1980 P. Josef Pitzl
- 1981–1989 P. Fritz Frühwirth
- 1989–1995 P. Bernhard Maier
- 1995–2004 P. Josef Pucher
- 2004–2008 P. Siegfried M. Müller
- 2008–2014 P. Franz Wöß
- 2014–2015 P. Rudolf Osanger
- seit 2015 P. Hans Randa SDB (auch Schüler dieser Schule)[7]

## Lehrer
- Alois Kothgasser (1937–2024), auch Absolvent der Schule, ehemaliger Bischof von Innsbruck und Erzbischof von Salzburg
- Martin Radatz, Bürgermeister von Leithaprodersdorf

## Bekannte Schüler
- Hermann-Josef Weidinger (1918–2004), Kräuterpfarrer
- Franz Kaindl (1931–2021), Matura 1953, Historiker, Direktor des Heeresgeschichtlichen Museums
- Alois Kothgasser (1937–2024), Erzbischof von Salzburg
- Ludwig Schwarz (* 1940), Matura 1959, Bischof von Linz
- Erwin Niederwieser (* 1951), Matura 1970, Bildungswissenschafter und Politiker (SPÖ)
- Michael Roscher (* 1973), Matura 1992, Kommentator, Moderator, Reporter (ORF)
- Gernot Blümel (* 1981), Matura 2000, Politiker (ÖVP)